# 방음

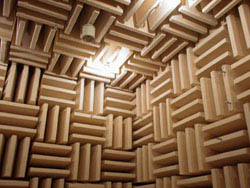
무향실.

방음(防音, soundproofing)은 소리의 전파를 차단하는 것을 말한다.

## 같이 보기
- 소음